# Lo Chia-ling
Lo Chia-ling (chinês: 羅嘉翎, pinyin: Luó Jiālíng; 8 de outubro de 2001) é uma taekwondista taiwanesa, medalhista olímpica.

## Carreira
Chia-ling conquistou a medalha de bronze nos Jogos Olímpicos de Verão de 2020 em Tóquio como representante do Taipé Chinês, após confronto na semifinal contra a nigerina Tekiath Ben Yessouf na categoria até 57 kg. Depois de ganhar duas vezes a medalha de ouro no Campeonato Mundial de Taekwondo Junior (em 2016 e 2018), ela chegou às oitavas de final no Campeonato Mundial de Taekwondo de 2019. 